# レイジー・ヘイジー・クレイジー
『レイジー・ヘイジー・クレイジー』（原題: 同班同學、英語題: Lazy Hazy Crazy）は、2015年の香港の青春ドラマ映画である。監督はジョディ・ロック、主演はクォック・イッサム、フィッシュ・リウ、マック・チーイが務めている。第28回東京国際映画祭の「アジアの未来」部門にて上映された。

## キャスト
- クォック・イッサム - トレイシー
- フィッシュ・リウ - アリス
- マック・チーイ - クロエ
- ツェ・シッチュン - アンドリュー
- グレゴリー・ウォン - レイモンド
- 蒼井そら

## 製作
ジョディ・ロックは、当初、本作には脚本家として参加していた。プロデューサーのパン・ホーチョンは女性監督を探していたが、適任者が見つからずにいた。そんな中、ロックは「私が監督してもいいですか」とホーチョンに申し出た。ホーチョンは了承し、ロックは本作で映画監督デビューを果たすことになった。
主人公の女子高校生3人組を演じる役者には、約300人が応募したオーディションを経て、クォック・イッサム、フィッシュ・リウ、マック・チーイが選ばれた。撮影に入る前、3人は役作りのために共同生活を送った。撮影には16日間が費やされた。都市の風景を捉えたインサート・ショットは、撮影を担当したジャム・ヤウが少人数のクルーで街に出て撮影したものである。

## 上映
2015年10月24日、第28回東京国際映画祭の「アジアの未来」部門にて本作のプレミア上映が行われた。香港では2015年10月29日に一般公開された。

## 評価
『South China Morning Post』のエドムンド・リーは、「3人の少女たちの気まぐれな友情の激しさが、最も強く印象に残る」と述べて、本作に5点満点の2.5点を与えた。『The Hollywood Reporter』のエリザベス・カーは、「脚本は野心的すぎる」と批判した一方で、「撮影は親密さを湛えており、慎み深い音楽には心を揺さぶられる」と評価した。『IndieWire』のデヴィッド・アーリックは、「『ヴァージン・スーサイズ』の繊細さと『卒業白書』の好色さの混合」と本作を評した。